# Pampus chinensis
Pampus chinensis is een straalvinnige vissensoort uit de familie van grootbekken (Stromateidae). De wetenschappelijke naam van de soort is voor het eerst geldig gepubliceerd in 1788 door Euphrasen.